# 13806 Darmstrong
13806 Darmstrong eller 1998 XM6 är en asteroid i huvudbältet som upptäcktes den 8 december 1998 av Spacewatch vid Kitt Peak-observatoriet. Den är uppkallad efter amatörastronomen Dale Henry Armstrong.
Den tillhör asteroidgruppen Koronis.